# Сюкеево
Сюкеево (на татарски: Сөйки) е село, разположено в Камско-Устински район, Татарстан. Населението му през 1997 година е 750 души.

## География
Селото се намира на 23 км югозападно от селището от градски тип Камско Усти, разположено до река Мордовска, приток на река Волга. В близост се намират Сюкеевските пещери.
Около селото има находища на гипс, сяра и битум.